# 원더랜드 (베이징시)
원더랜드(중국어: 沃德兰游乐园, 영어: Wonderland Amusement Park)는 1990년대 후반에 중화인민공화국 베이징시 교외에 아시아 최대의 놀이공원을 목표로 건설이 계획되어 있던 놀이공원이다. 그러나 건설은 전혀 진행되지 않고 10년 이상 건설 예정지로 방치되었으나, 결국 이 계획은 중지되었다.
1990년대 후반 타이의 부동산 개발 업체인 화빈집단 (Reignwood Group)이 베이징 교외 북서쪽에 100 에이커 규모의 놀이공원을 건설 할 계획을 세웠다. 완공되면 아시아 최대의 놀이공원이 될 예정이었다. 1998년에 착공 되었으나, 토지 인수에 대해 금액에 타협이 이루어지지 않았으며, 2000년 경 건설 계획이 취소되었다. 그 후 이 건설 예정지는 장기간 건설도 되지 않은 채 방치된 상태가 계속되고 있었다. 2008년에 이 계획을 부활시키려는 움직임이 있었지만 실현되지 않았다.
화빈그룹은 다른 사업을 하기 시작했으며, 원더랜드 계획 부지는 옥수수 재배 등 생산 활동지로 사용하게 되었다.
이 계획 자체는 잊혀져 있었지만, 건설 도중 상태인 어떤 건물이 미완성인 채 방치되어 있는 상태가 2011년 12월 사진 작가 데이비드 그레이에 의해 재발견되어 그가 촬영한 여러 장의 사진이 공개됐다. 2013년 5월 건물은 결국 철거되었다. 2014년 9월에는 영국 타블로이드 신문인 데일리 메일이 선정한 세계 7대 낭비 관광 자원 프로젝트 중 하나에 선정되었다.